# 西角井正慶
西角井 正慶（にしつのい まさよし、1900年（明治33年）5月22日 - 1971年（昭和46年）1月22日）は、埼玉県生まれの国文学者、民俗学者。歌人としても著名で、見沼 冬男（みぬま ふゆお）のペンネームを持つ。折口信夫に師事し、折口信夫の五博士のうちの一人である。國學院大學教授。文学博士。

## 経歴
1900年、埼玉県北足立郡大宮町大字高鼻（現・さいたま市大宮区高鼻町）に生まれる。1918年、私立埼玉中学校（現・埼玉県立不動岡高等学校）卒業。1922年、國學院大學国文科を卒業。
卒業後、埼玉県立浦和高等女学校（現・埼玉県立浦和第一女子高等学校）教諭となる。1926年、國學院大學神職養成部講師。1928年、國學院大學講師となり、1935年同大学教授。1954年から1958年まで文学部長。1948年、「日本芸能史に於ける鎮魂要素」を國學院大學に提出して文学博士の学位を取得。
1959年、国際宗教学会アジア・アフリカ・グループ日本委員会委員。1960年、神道宗教学会会長。1965年、折口博士記念古代研究所所長。

## 受賞・栄典
- 1967年：紫綬褒章受章。

## 西角井家
西角井家は明治以前は代々、大宮氷川神社の社家を務め、埼玉県大麻（おおぬさ）頒布事務所を務める名門であった。父・正男は國學院大學卒業後、埼玉師範学校教諭、一時は大宮町長も務め、さらに氷川神社禰宜から上総一宮玉前神社宮司になっていた。母・佐登子は、國學院大學学長河野省三の姉で、女子学習院では貞明皇后と同期であった。西角井正慶は、折口信夫より「よい星の下に生まれた人」といわれた。

## エピソード
- 愛称は「角さん」。
- 西角井は代々「正」の字を受け継いでいる。子供たちも、正大（長男）・正彦（次男）・正文（三男）である。ちなみに、長男の西角井正大は実践女子大学教授として民俗芸能を教えた。立教大学教授・宗教学者の藤田富雄は女婿。
- 大宮尋常小学校時代は泣き虫だったらしい。中学校時代は陸上短距離走の選手であった。
- 民俗学や作歌を通じて折口信夫に可愛がられた。折口は西角井のためわざわざ東京女子高等学園の作歌の講師となり、後にその職を西角井に譲った。新任講師紹介の際、折口に褒められすぎて教壇から転がり落ち、女生徒たちから笑われたという。
- 魚嫌いの肉好きで、特に生魚が苦手であった。神官にならなかったのも、神前に供える生魚で気分が悪くなるためである。ただしサンマ、塩鮭、くさやなどは口にした。晩年はマグロの赤身、鯛の刺身までは口に出来るようになった。
- 家が茅舎であったためか、火の用心についてはうるさかった。
- 折口の影響で「アララギ」に入会し、見沼冬男のペンネームで和歌を詠んでいる。ただし、大正7年（1918年）から大正10年（1921年）までが活動のピークで、戦争中に見沼冬男は自殺したことになり、戦後は戯れ歌しか作らなかった。ただ明治神宮の献詠歌撰者は戦後も長く務めた。

## 著書

### 単著
- 『神楽研究』壬生書院、1934年5月。
- 『神楽歌研究』畝傍書房、1941年5月。
- 『村の遊び』三国書房〈女性叢書〉、1943年5月。
  - 『村の遊び』ジープ社、1950年8月。
  - 『村の遊び 民俗芸能の見方』岩崎美術社〈民俗民芸双書 10〉、1966年11月。
  - 『村の遊び』岩崎美術社〈民俗民芸双書〉、1977年4月。
- 『祭祀概論』神社新報社、1957年10月。
- 『古代祭祀と文学』中央公論社、1966年9月。

### 編集
- 『まつり』誠文堂新光社〈こども百科 50〉、1956年1月。
- 『年中行事辞典』東京堂出版、1958年5月。
- 『日本・東洋文芸』誠文堂新光社〈玉川百科大辞典 15〉、1960年9月。

### 共著
- 高崎正秀、西角井正慶『民衆歌人』非凡閣〈作者別万葉集評釈 第8巻〉、1936年5月。

### 共編
- 西角井正慶・新間進一・志田延義編 編『日本の歌謡』角川書店〈日本古典鑑賞講座 第14巻〉、1959年8月。